# Тескотт (Канзас)
Тескотт (англ. Tescott) — місто (англ. city) в США, в окрузі Оттава штату Канзас. Населення — 265 осіб (2020).

## Географія
Тескотт розташований за координатами 39°0′46″ пн. ш. 97°52′41″ зх. д. / 39.01278° пн. ш. 97.87806° зх. д. (39.012783, -97.878146).  За даними Бюро перепису населення США в 2010 році місто мало площу 0,94 км², уся площа — суходіл. В 2017 році площа становила 1,00 км², уся площа — суходіл.

## Демографія
Згідно з переписом 2010 року, у місті мешкало 319 осіб у 129 домогосподарствах у складі 86 родин. Густота населення становила 340 осіб/км².  Було 155 помешкань (165/км²).
Расовий склад населення:
| - 96,9 % — білих - 0,3 % — корінних американців - 1,6 % — осіб інших рас |

До двох чи більше рас належало 1,3 %. Частка іспаномовних становила 1,6 % від усіх жителів.
За віковим діапазоном населення розподілялося таким чином: 30,7 % — особи молодші 18 років, 55,8 % — особи у віці 18—64 років, 13,5 % — особи у віці 65 років та старші. Медіана віку мешканця становила 40,4 року. На 100 осіб жіночої статі у місті припадало 101,9 чоловіків;  на 100 жінок у віці від 18 років та старших — 97,3 чоловіків також старших 18 років.
Середній дохід на одне домашнє господарство  становив 52 289 доларів США (медіана — 45 455), а середній дохід на одну сім'ю — 63 324 долари (медіана — 53 929). Медіана доходів становила 43 125 доларів для чоловіків та 26 875 доларів для жінок. За межею бідності перебувало 13,7 % осіб, у тому числі 19,4 % дітей у віці до 18 років та 2,0 % осіб у віці 65 років та старших.
Цивільне працевлаштоване населення становило 151 осіб. Основні галузі зайнятості: освіта, охорона здоров'я та соціальна допомога — 23,2 %, виробництво — 17,2 %, роздрібна торгівля — 14,6 %.